# Laurence Olivier Award for Best Performance in a Musical
Der Laurence Olivier Award for Best Performance in a Musical (deutsch: Laurence Olivier Auszeichnung für die beste Leistung in einem Musical) war ein britischer Theater- und Musicalpreis, der von 1977 bis 1978 vergeben wurde.

## Geschichte und Hintergrund
Die Laurence Olivier Awards werden seit 1976 jährlich in zahlreichen Kategorien von der Society of London Theatre vergeben. Sie gelten als höchste Auszeichnung im britischen Theater und sind vergleichbar mit den Tony Awards am amerikanischen Broadway. Ausgezeichnet werden herausragende Darsteller und Produktionen einer Theatersaison, die im Londoner West End zu sehen waren. Die Nominierten und Gewinner der Laurence Olivier Awards „werden jedes Jahr von einer Gruppe angesehener Theaterfachleute, Theaterkoryphäen und Mitgliedern des Publikums ausgewählt, die wegen ihrer Leidenschaft für das Londoner Theater“ bekannt sind. Einer der Auszeichnungen war der Laurence Olivier Award for Best Performance in a Musical. Diese kombinierte Auszeichnung für Schauspieler wurde 1977 eingeführt, 1978 ebenfalls verliehen und 1979 durch die neu geschaffenen Auszeichnungen Laurence Olivier Award for Best Actress in a Musical und Laurence Olivier Award for Best Actor in a Musical ersetzt. Bei den beiden Gelegenheiten, bei denen dieser Preis verliehen wurde, ging er an eine Schauspielerin.

## Gewinner und Nominierte
Die Übersicht der Gewinner und Nominierten listet pro Jahr die nominierten Darsteller und ihre Rollen in den Musicals. Der Gewinner eines Jahres ist grau unterlegt und fett angezeigt.

### 1977–1978
| Year            | Darsteller/-in | Musical              | Rolle        |
| 1977            |                |                      |              |
| --------------- | -------------- | -------------------- | ------------ |
| 1977            | Anna Sharkey   | Maggie               | Maggie Wylie |
| 1977            | Charles Augins | Bubbling Brown Sugar | Darsteller   |
| 1977            | Helen Glezer   | Bubbling Brown Sugar | Darsteller   |
| 1977            | Wayne Sleep    | The Point!           | Oblio        |
| 1978            |                |                      |              |
| Elaine Paige    | Evita          | Eva Perón            |              |
| David Essex     | Evita          | Che                  |              |
| Roy Hudd        | Oliver!        | Fagin                |              |
| Stratford Johns | Annie          | Oliver Warbucks      |              |